# Iris Prize

Логотип кинофестиваля

Iris Prize — кинопремия, учреждённая в 2007 году, ежегодно вручаемая в рамках международного фестиваля в Кардиффе короткометражным фильмам, затрагивающим гей-тематику, лесбийскую тематику или тематику трансгендерности и интерсексности. По мнению ВВС, это мероприятие является крупнейшим в мире ЛГБТ-фестивалем короткометражного кино. Премия может быть вручена любому фильму, представляющему интерес для ЛГБТ-аудитории при одном условии: с того момента, как он был снят, должно пройти не менее 2-х лет.
Премия присуждается в двух номинациях:
- Лучший короткометражный фильм
- Лучший художественный фильм

Премия открыта для кинематографистов со всего мира. Размер премии за лучшую короткометражку составляет 25 000 фунтов стерлингов, что вполне позволяет призёрам профинансировать съёмки следующего короткометражного фильма. Размер премии в номинации «лучший художественный фильм» составляет 1 000 фунтов стерлингов. Премия присуждается в течение четырёх дней на фестивале, на котором представлена программа, как правило состоящая из 30-ти конкурирующих короткометражных фильмов и нескольких полнометражных. Программа также включает круглые столы с участием кинематографистов и завершается награждением победителей на ночной церемонии закрытия фестиваля. Iris Prize основана с целью поддержки ЛГБТ-кинематографа по всему миру и повышения его значимости. Iris Prize также призвана помочь новому поколению кинематографистов добиться успеха на международной арене.